# Щерба Таїсія Миколаївна
Таї́сія Микола́ївна Ще́рба (нар. 22 квітня 1943, Нижній Рогачик, Херсонська область) — українська поетеса, прозаїк, літературний критик, публіцист, редактор, журналіст, активна громадська діячка.

## Життєпис
Народилася 22 квітня 1943 року в робітничій родині, у селі Нижній Рогачик на Херсонщині. У 1960 році закінчила десятирічку в селі Первомаївка. У 1960—1962 роках навчалася заочно в Київському державному університеті на історико-філософському факультеті. У 1962-1967 роках продовжила навчання в Херсонському державному педагогічному інституті імені Надії Крупської (нині Херсонський державний університет) на філологічному факультеті (українська мова, література, музика та співи). Працювала вчителькою української мови та літератури у школах міста Херсона, викладачем української літератури в Херсонському державному педагогічному інституті імені Надії Крупської, 14 років викладала українську літературу та українознавство (за власною авторською програмою) в обласному ліцеї.
Відмінник народної освіти України (1982). Двічі поспіль була першою переможницею всеукраїнських конкурсів «Учитель року» (1994, 1995). У 2004 році стала лауреатом конкурсу «Жінка року» в номінації «Пані творчість». Член Національної спілки письменників України, Національної спілки журналістів України. У 1996 році книжка «Світло земних оберегів» посіла I місце на Всеукраїнському конкурсі «Учитель-автор». Авторка чотирьох збірок поезій, збірок повістей та оповідань, збірки оповідань і новел, двох збірок публікацій та методичних посібників про письменників рідного краю, трьох книжок із народознавства. Нею написано 20 літературних портретів письменників-краян та відомих особистостей (композиторів, науковців, аграріїв, лікарів). Упорядкувала декілька чисел альманахів «Степ», «Таврія поетична» та антологію сучасної поезії Херсонщини «Вежі та вітрила».
У 2012 році лауреат XIII загальнонаціонального конкурсу «Українська мова — мова єднання» за  літературні портрети «Причетні  до слова», «Лабіринти долі» (на цьому ж конкурсі отримала медаль «Берегиня долі» від благодійного фонду «Аратта-Козацтво-Сьогодення»). Того ж року лауреат обласної літературної премії імені Бориса Лавреньова за книги «Причетні слова», «Роздуми над книжками». 2017 року — перше місце у  XVIII загальнонаціонального конкурсу «Українська мова — мова єднання» у номінації «Квітни, мово наша рідна!» за книгу «Шляхом пілігримів». У 2018 році — лауреат XIX загальнонаціонального конкурсу «Українська  мова — мова єднання» за «Квітковий дивосвіт» та книги для дітей «Розумне кошеня» та «Весела мозаїка». У 2019 році — лауреат XX загальнонаціонального конкурсу «Українська мова — мова єднання» у  номінації «На видноті усього світу» за книги «Запах часу» та «Українське вічності чуття».

## Твори
- Алгоритми аналізу художніх творів з української літератури: метод. посіб. — Херсон: Штрих, 2000. — 11 c.
- Архіви пам'яті: повісті, оповідання, есе, замальовки / ред. М. О. Василенко, передм.  І. П. Лопушинського. — Херсон: Штрих, 2005. — 156 c.
- Бути людиною: повість / ред. М. І. Братан. — К.: Просвіта, 2004. — 91 c.
- Вірші // Таврія поетична: альм. / ред., упоряд., бібліогр. довідки Т. М. Щерби; редкол.: М. І. Братан [та ін.]; ілюстр. А. І. Кичинського. — Херсон: Айлант, 2007. — С. 148—156.
- Добра зернини: поезії. — Херсон: Просвіта, 1999. — 30 c.
- До джерел народної мудрості: нар. свята, звичаї та обряди: наук. метод. посіб. із краєзнавства / ред. Л. П. Перешивайло; худож. А. Веніг. — Херсон: Просвіта, 2003. — 67 c.
- Дотик душі: поезії / ред. М. І. Братан. — Херсон: Просвіта, 2002. — 55 c.
- І стелиться рушник мого життя…: сонети / ред. М. І. Братан. — Херсон: Штрих, 2001. — 46 с.
- Із днів минулих… / Т. М. Щерба. — Херсон: Айлант, 2013. — 60 с.: ілюстр.
- Осінні мотиви / Т. М. Щерба. — Херсон: Айлант, 2013. — 60 с.: ілюстр.
- Світло земних оберегів: опис звичаїв, обрядів, традицій, сценарії свят, виховних годин: наук. метод. посіб. з українознавства. — Херсон: Просвіта, 2001. — 45 c.
- Силою художнього слова: літературно-критичні статті, нариси, есе, виступи; ред. І. П. Лопушинський; рецензенти М. І. Братан, М. О. Василенко. — Херсон: Штрих, 2001. — 122 с.
- Словом торкаючись душі: нариси, статті, есе, рецензії. — Херсон: Просвіта, 2002. — 71 c.
- Розмай: оповід., нариси, есе, новели / ред. І. Лопушинський. — Херсон: Штрих, 2004. — 104 с.
- Роздуми над книжками: (нариси, статті, відгуки, рецензії, передмови) / Т. М. Щерба. — Херсон: Айлант, 2011. — 294 с.: ілюстр.
- Розстані: повісті / ред. М. І. Братан; худож. О. Чорнобель. — К.: Просвіта, 2007. — 171 с.
- Цілющі острови духовності: література Таврійського краю: навч.-метод. посіб. для вчителів / ілюстр. Л. Васильєва. — Херсон: Айлант, 2001. — 183 c.
- Українознавство в школі: опис звичаїв, обрядів, традицій, сценарії свят: метод. посіб. — Херсон: Просвіта, 1997. — 70 c.

## Твори для дітей
- Розумне кошеня: для дошк. та мол. шк. віку / ред. М. І. Братан. — Херсон: Штрих+, 2008. — 28 с.
- Невичерпний дивосвіт: поезія, малюнки, легенди про квіти з мого саду / ред. М. О. Василенко. — Херсон: Просвіта, 2003. — 48 с.
- Весела мозаїка: приказки, прислів'я, загадки, малюнки: кн. для дітей / ред. Е. Альварес; худож. Т. Крючковська; пер. англ. Н. Страмнова. — Херсон: Штрих+, 2009. — 81 с.

## Літературні портрети
- Валентин Стеренок: портр. митця / ред. М. І. Братан. — Херсон: Просвіта, 2004. — 39 с.
- Валерій Кулик: літ. портр. — Херсон: Просвіта, 2002. — 32 c.
- Василь Мелещенко: літ. портр. — Херсон: Просвіта, 2004. — 43 c.
- Василь Гайдамака: літературний портрет / Т. Щерба ; ред. Л. Лагутенко. — Донецьк: Лебідь, 2013. — 128 с.: ілюстр.
- Віктор Кузьменко: літ. портр. / ред. М. І. Братан. — К.: Просвіта, 2005. — 43 c. 23.
- Ігор Проценко: літ. портр. / ред. В. І. Жураківський. — Херсон: Айлант, 2006. — 64 с.
- Євдокія Голобородько: літ. портр. особистості / ред. О. А. Павлик. — Херсон: Айлант, 2007. — 116 c.
- Леонід Марченко: літ. портр. / ред. М. І. Братан. — Херсон: Просвіта, 2003. — 59 c.
- Літературний портрет Валерія Кашпрука. — Херсон: Айлант, 2008. — 136 с.
- Микола Братан: літ. портр. / ред. В. П. Кулик. — Херсон: Просвіта, 2002. — 43 с.
- Микола Василенко: літ. портр. / ред. І. П. Лопушинський. — Херсон: Просвіта, 2002. — С. 30.
- Надія Врищ: літ. портр. особистості / ред. М. І. Братан. — Херсон: Айлант, 2007. — 68 с.
- Наталія Коломієць: літ. портр. /ред. Л. В. Марченко. —К.: Просвіта, 2004. — 43 c.
- Причетні до слова: (нариси, штрихи до літературних портретів) / Т. М. Щерба. — Херсон: Айлант, 2011. — 368 с.
- Юрій Голобородько: літ. портр./ ред. М. І. Братан. — К.: Просвіта, 2005. — 55 с.
- Яр Славутич: літ. портр./ ред. І. П. Лопушинський. — Херсон: Просвіта, 2003. — 87 c.